# Torres Blancas
Torres Blancas – 71-metrowy brutalistyczny budynek mieszkalny znajdujący się w Madrycie przy Avenida de América 37, wzniesiony w latach 1964–1968 lub 1969, zaprojektowany przez Francisco Javiera Sáenza de Oizę.

## Historia
Budowę 2 wież Torres Blancas zlecił Juan Huarte, który poprosił Francisco Javiera Saénza de Oiza, by budowla była awangardowa. Budowa wież wiązała się z problemami finansowymi inwestora, w związku z czym nie została zrealizowana druga wieża, a budynku zgodnie z nazwą ( hiszp. Blancas - białe) nie przemalowano na biało, a architekt przyjął mieszkanie w budynku jako część płatności za projekt.

## Architektura
Szary żelbetowy budynek wyróżnia się cylindrycznymi, obłymi kształtami, obłości podkreślają również zaokrąglone balkony z drewnianymi kratownicami. Projektant zaprojektował również taras na dachu, który wyposażył w basen dla mieszkańców, a także przeznaczył go na restauracje. Realizacja nawiązuje do realizacji Le Courbusiera poprzez przestrzenie wspólne na dachu, a także do architektury organicznej Franka Lloyda Wrighta.